# Kätlin Vainola

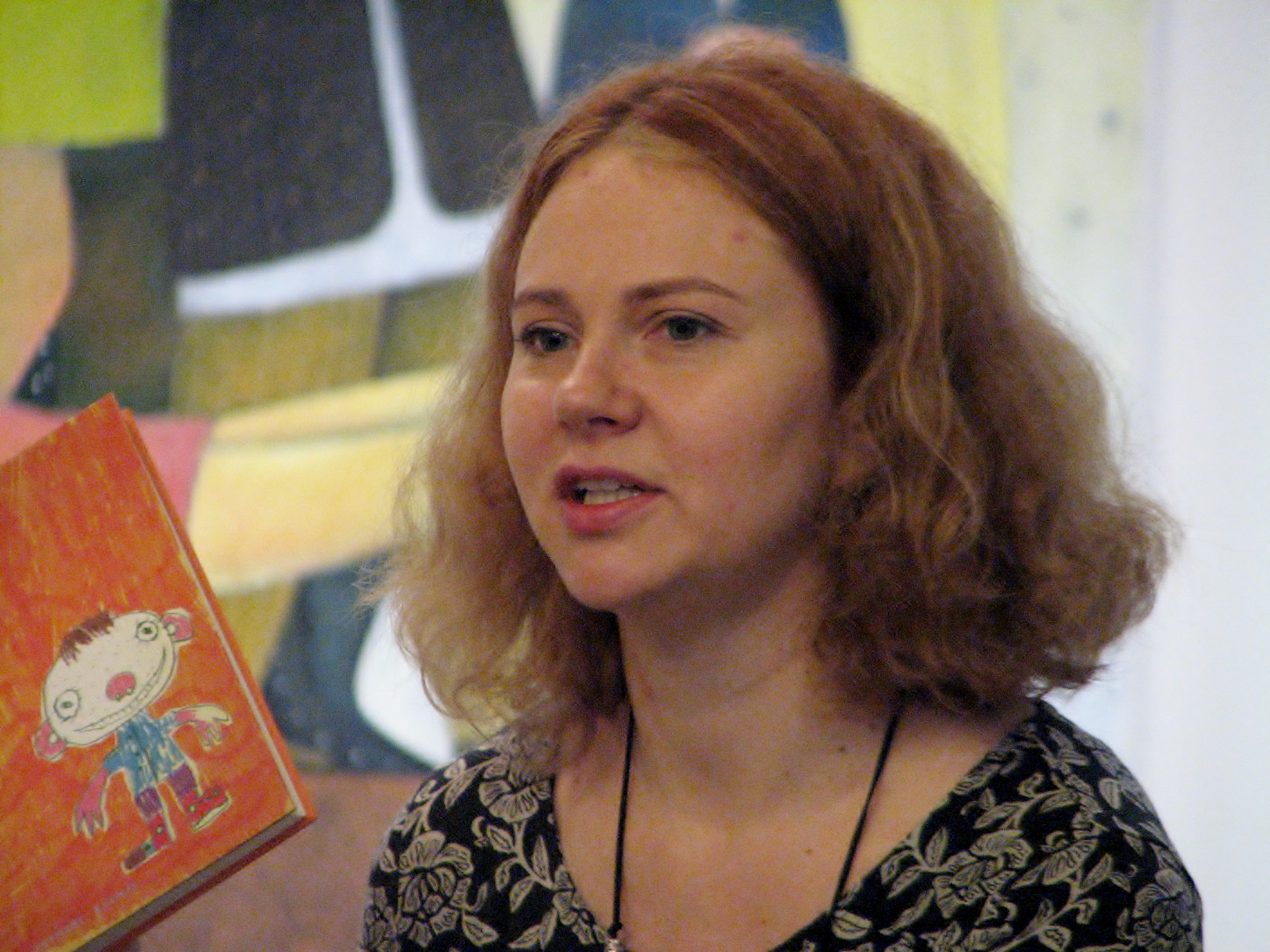
Kätlin Vainola (2014)

Kätlin Vainola (* 30. September 1978 in Tallinn) ist eine estnische Autorin.

## Leben
Kätlin Vainola wurde als Kätlin Kõlamets in der estnischen Hauptstadt geboren. Ihre Schulzeit verbrachte sie zunächst in Põlva, dann im Tallinner Stadtteil Pääsküla. Anschließend studierte sie bis 2002 Estnische Philologie an der Pädagogischen Universität Tallinn.
Sie schrieb zunächst Gedichte sowie Liedtexte für die bekannten estnischen Bands Sõpruse Puiestee und Vennaskond. 2005 debütierte sie als Kinderbuchautorin mit ihrem Erstlingswerk Ville. Es erzählt von einem Jungen, der bei seinen Großeltern lebt.
Anschließend erschien von ihr weitere Kinderliteratur. Mit Lift (2013) und Kus on armastus (2014) war sie für den Kinderliteraturpreis der Stiftung Eesti Kultuurkapital nominiert. Lift wurde 2014 anlässlich der Frankfurter Buchmesse in den renommierten White Ravens-Katalog der Internationalen Jugendbibliothek München aufgenommen. Für Kus on armastus erhielt sie 2013 den ersten Preis beim estnischen Kinderbuchwettbewerb Põlvepikuraamat.
Kätlin Vainola ist auch unter ihrem literarischen Pseudonym Marie Myrk bekannt. Seit 2014 gehört sie dem Estnischen Schriftstellerverband an.
Kätlin Vainola ist mit dem estnischen Gitarristen und Sänger Allan Vainola (* 1968) verheiratet. Das Paar hat zwei Kinder.

## Kinderliteratur
- Ville (2006)
- Mia, Konrad ja avanevad uksed (2008)
- Kelli – peaaegu haldjas (2008)
- Mudilane Mummu ja tema perekond (2009)
- Suvevaheaeg koolis (2011)
- Kreete (2012)
- Missioon piim. Piima saladuste jälil (2012)
- Lift (2013)
  - Lift Illustriert von Ulla Saar. Aus dem Estnischen von Irja Grönholm. Potsdam: Willegoos Verlag 2015. ISBN 978-3-944445-14-4
- Kelli hakkab piraadiks (2014)
- Kus on armastus? (2014)
  - Wo ist die Liebe? Illustriert von Kertu Sillaste. Aus dem Estnischen von Carsten Wilms. Langenthal: BaltArtGmbH Switzerland 2015. ISBN 978-3-9523109-5-3
- Sonja ja kass (2015)